# 1849 en Italie
Chronologie de l'Italie
- 1845
- 1846
- 1847
- 1848
- 1849
- 1850
- 1851
- 1852
- 1853

## Événements
- 8 février : après que Léopold II de Toscane ait quitté Florence pour Gaeta (1er-22 février[1]), un gouvernement provisoire est constitué (triumvirat avec Guerrazzi, Mazzoni et Montanelli), qui fixe au 13 mars les élections pour une assemblée constituante[2].
- 9 février : proclamation de la République romaine. Une commission exécutive est mise en place[3].
- 18 février : la République est proclamée à Florence par le club populaire et l’assemblée du peuple[4].
- 22 février : la proclamation de la République romaine provoque l’intervention autrichienne[5].

- 12 mars : 
  - dissolution du Parlement dans le royaume de Naples[6]. En mai, après la soumission de la Sicile, Ferdinand II des Deux-Siciles abolit la constitution de 1848.
  - devant la pression de la Chambre, le roi Charles-Albert de Sardaigne ne tient pas compte des avis des militaires et dénonce l’armistice signé avec l’Autriche[7].
- 20 mars : reprise de la guerre d'indépendance. Les troupes piémontaises passent le Tessin sur le pont de Buffalora[8].
- 21 mars : défaite piémontaise à Mortara[7].

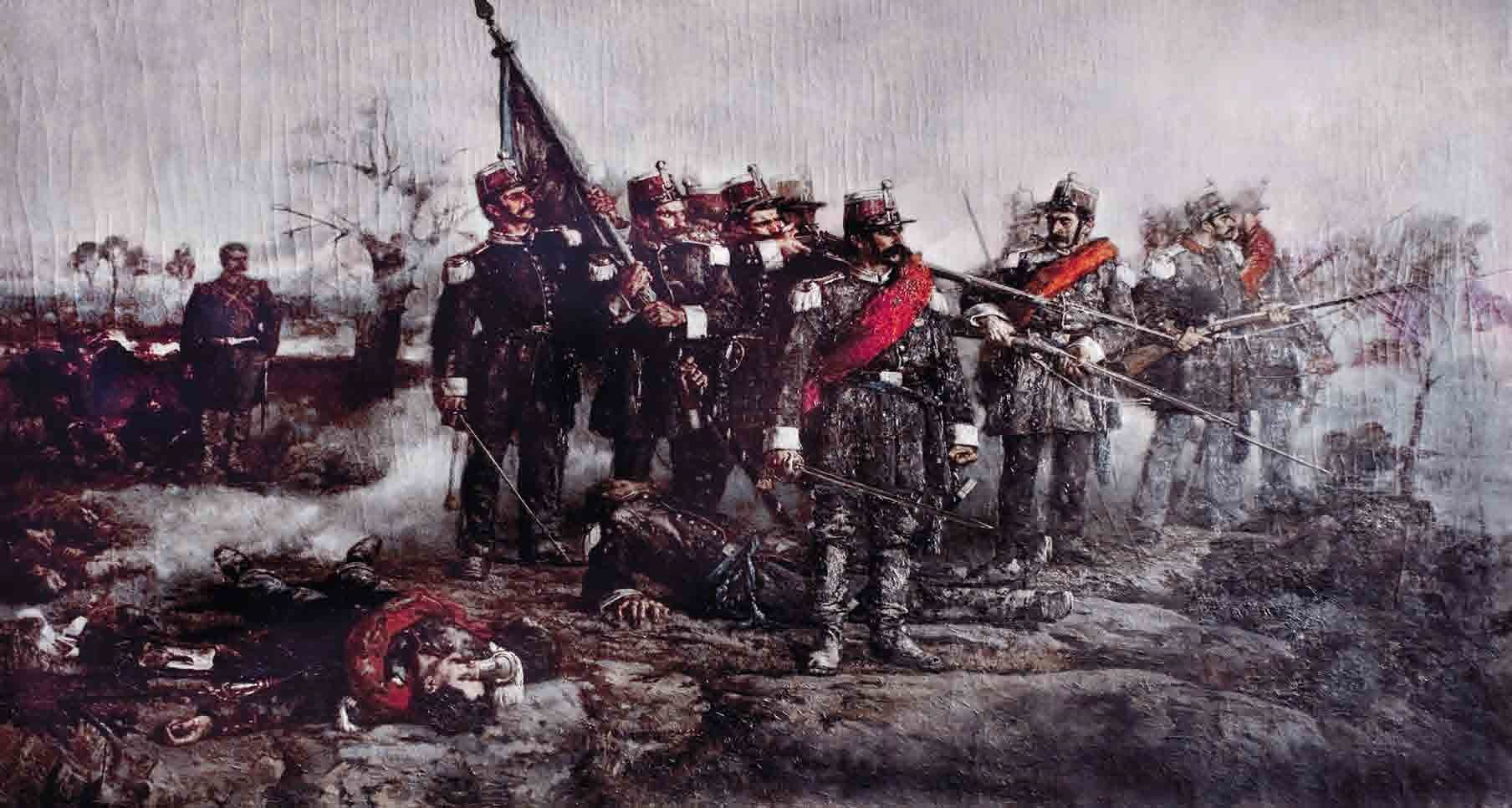
23 mars : Novare.

- 23 mars : défaite piémontaise à la bataille de Novare[7].
- 24 mars : Charles-Albert demande un nouvel armistice, signé à Vignale, mais les conditions sont si dures qu’il abdique en faveur de son fils Victor-Emmanuel II, âgé de 29 ans, qui accepte l’armistice qui aboutit au traité de paix du 6 août[9]. Les Autrichiens occupent une partie du Piémont.
- 25 mars : ouverture de l’assemblée constituante en Toscane. Le 27, elle confie la dictature à Guerrazzi, qui est renversé le 12 avril[1].
- 29 mars : un triumvirat composé de Mazzini, d’Armellini et de Saffi gouverne la République romaine[3].

- 5 - 11 avril : répression d’une révolte démocratique à Gênes par le général piémontais La Marmora[10].
- 12 avril : les Autrichiens occupent la Toscane[2]. Ils entrent dans Florence le 25 mai[1]. La formation par les modérés d’une commission de gouvernement provisoire n’a pas suffi à empêcher l’intervention autrichienne. Léopold II de Toscane est rétabli sur son trône.
- 24 avril : débarquement de 3 000 soldats français à Civitavecchia dans les États pontificaux (expédition de Rome). Intervention des troupes françaises du général Oudinot destinée à contrer l’offensive autrichienne dans la péninsule[11].
- 27 avril : entrée de Garibaldi dans Rome[7].
- 30 avril : Le général Oudinot qui commande les troupes françaises en Italie s’approche de Rome. À cet instant, il est chargé d’empêcher un rétablissement du pape sous l’autorité exclusive de l’Autriche. Devant Rome, Garibaldi repousse Oudinot[7].

- 11 mai : capitulation de Palerme. Le 15 Ferdinand II des Deux-Siciles est maître de la Sicile tout entière. Le général Carlo Filangieri, nommé vice-roi, termine la répression[6].
- 15 mai : les Autrichiens prennent Bologne[3].

- 13 juin : échec d’une insurrection à Paris, dirigée par Ledru-Rollin contre l’expédition de Rome[12].
- 22 juin : les Autrichiens tentent sans succès le bombardement aérien de Venise assiégée au moyen de petits ballons portant des bombes incendiaires munies de mèches allumées[13].

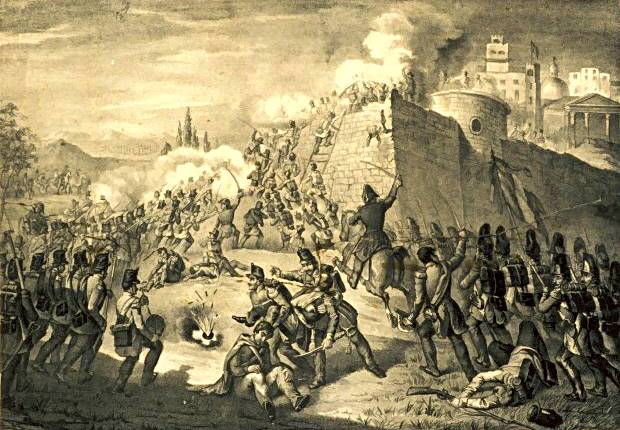
3 juillet : prise de Rome par les Français

- 3 juillet : Oudinot occupe Rome défendue par Mazzini et met fin à la république proclamée en février[7]. Le pouvoir pontifical de Pie IX est rétabli le 1er août[3].

- 6 août : paix de Milan[7]. Le Piémont renonce à toute extension territoriale, à tout soutien du mouvement révolutionnaire italien et doit payer une forte indemnité de guerre. Il ne doit qu’à l’intervention française de ne pas être occupé par l’Autriche.
- 22 août : les Autrichiens reprennent Venise, défendue par Manin et Pepe, ravagée par le choléra et les bombardements autrichiens[14].
- 12 septembre : publication par le pape Pie IX du motu proprio de Portici, qui instaure dans les États pontificaux un conseil d’État et une Consulte d’État pour les finances, l'élargissement des libertés provinciales et communales et la réforme des lois civiles et judiciaires en vigueur[15]. Il annonce la prochaine publication de lois organique. Six jours après, le 18 septembre, un édit de la Commission de gouvernement règle l'amnistie[16].

- 20 novembre : proclamation de Moncalieri ; le roi Victor-Emmanuel II demande au corps électoral de soutenir sa politique. Une chambre modérée élue en décembre ratifie le traité de paix le 9 janvier 1850[17].

### Politique
- 1er février : début de la IIe législature du royaume de Sardaigne.
- 21 février : début du Gouvernement Chiodo.
- 27 mars : début du Gouvernement de Launay.
- 7 mai : début du Gouvernement D'Azeglio I.
- 30 juillet : début de la IIIe législature du royaume de Sardaigne.
- 20 décembre : début de la IVe législature du royaume de Sardaigne.

## Culture

### Opéras créés en 1849
- 27 janvier: La battaglia di Legnano (La Bataille de Legnano en français), opéra en quatre actes de Giuseppe Verdi sur un livret de Salvatore Cammarano, créé au Teatro Argentina de Rome[18].
- 8 décembre: création de Luisa Miller, opéra en trois actes de Giuseppe Verdi, livret de Salvatore Cammarano, d'après Kabale und Liebe (Intrigue et amour) de Friedrich von Schiller, au Teatro San Carlo de Naples.

## Naissances en 1849
- 27 janvier : François Brunery, peintre. († v. 1926).
- 11 août : Giacomo Favretto, dessinateur et peintre. († 12 juin 1887).
- 18 septembre : Osvaldo Tofani, peintre, aquarelliste, dessinateur, graveur et illustrateur. († 4 décembre 1915).
- 5 novembre : Enrico Cavalli, peintre postimpressionniste. († 28 février 1919).

## Décès en 1849
- 11 février : Luigi Ademollo, 84 ans, peintre. (° 30 avril 1764).
- 22 mai : Gerolamo Ramorino, 57 ans, militaire, qui participe à la campagne de Russie en 1812, et après la bataille de Waterloo combat pour les idées démocratiques du carbonarisme[19], notamment avec Giuseppe Mazzini, et participe en tant que général de l'armée piémontaise à la première guerre d'indépendance italienne. (° 8 avril 1792)
- 8 juin : Bianca Milesi, 59 ans, femme patriote, écrivain et peintre, qui a joué un rôle important dans les mouvements insurrectionnels des carbonari milanais de 1821. (° 22 mai 1790)
- 13 juin : David Banderali, 60 ans, chanteur lyrique (ténor), nommé maître de chant au Conservatoire de Paris sur proposition de Gioachino Rossini. (° 12 janvier 1789)
- 27 août : Dominique Barberi (ou Dominique de la Mère de Dieu), 57 ans, religieux passionniste, auteur de plusieurs écrits théologiques importants, qui fut l'apôtre de l'œcuménisme, déclaré bienheureux par le pape Paul VI en 1963. (° 22 juin 1792)
- 28 août : Giovanni Carlo Bevilacqua, 74 ans, peintre. (° 1775)
- 15 septembre : Carlo Bellosio, 47 ans, peintre. (° 21 octobre 1801)
- 15 octobre : Giuseppe Borsato, 79 ans, peintre. (° 14 février 1770)